# 盧竜県
盧竜県（ろりょう-けん）は中華人民共和国河北省秦皇島市に位置する県。

## 歴史
南北朝時代、北魏により設置された新昌県を前身とする。598年（開皇18年）に隋朝により盧竜県と、1122年（宣和4年）に北宋により盧城県と改称された。金朝により盧竜県と改称され現在に至る。

## 行政区画
- 鎮:盧竜鎮、潘荘鎮、燕河営鎮、双望鎮、劉田各荘鎮、石門鎮、木井鎮、陳官屯鎮、蛤泊鎮
- 郷:下寨郷、劉家営郷、印荘郷